# Desert Demolition
Desert Demolition Starring Road Runner and Wile E. Coyote est un jeu vidéo d'action développé par BlueSky Software et édité par Sega, sorti en 1995 sur Mega Drive. Le jeu met en scène deux personnages de la série animée Looney Tunes : Bip Bip et Coyote.

## Accueil
- Consoles + : 84 %[1]